# Lobéline
La lobéline est un alcaloïde pyridinique présent dans diverses plantes, en particulier celles du genre Lobelia, notamment le tabac indien (Lobelia inflata), le tabac du diable (Lobelia tupa), la grande lobélie (Lobelia siphilitica), Lobelia chinensis et Hippobroma longiflora.
Sous sa forme pure, il s'agit d'une poudre blanche amorphe qui est facilement soluble dans l'eau.

## Utilisations potentielles
La lobéline a été vendue, sous forme de comprimés, comme aide au sevrage tabagique, mais la recherche scientifique n'a pas fourni de preuves à l'appui de cette utilisation.
La lobéline a également été étudiée pour le traitement d'autres toxicomanies telles que la dépendance aux amphétamines, à la cocaïne ou à l'alcool ; toutefois, les preuves cliniques d'une quelconque efficacité sont limitées.

## Toxicité
L'ingestion de lobéline peut provoquer des nausées, des vomissements, des diarrhées, de la toux, des vertiges, des troubles visuels, des troubles auditifs, de la confusion mentale, de la faiblesse, un ralentissement du rythme cardiaque, une augmentation de la pression artérielle, une accélération du rythme respiratoire, des tremblements et des convulsions.
La lobéline a un index thérapeutique étroit : la dose potentiellement bénéfique de lobeline est très proche de la dose toxique.

## Pharmacologie
La lobéline a plusieurs mécanismes d'action, agissant comme un ligand du VMAT2, qui stimule la libération de dopamine dans une mesure modérée lorsqu'elle est administrée seule, mais réduit la libération de dopamine provoquée par la méthamphétamine. Il inhibe également la recapture de la dopamine et de la sérotonine et agit comme un agoniste-antagoniste mixte sur les récepteurs nicotiniques de l'acétylcholine, auxquels il se lie aux interfaces des sous-unités du domaine extracellulaire.
Il semble être un inhibiteur de la glycoprotéine P, selon au moins une étude.
On a émis l'hypothèse que l'inhibition de la glycoprotéine P réduisait la résistance aux chimiothérapies dans le cancer, affectant probablement les substrats de la glycoprotéine.
Des composés analogues, tels que le lobélane (un alcaloïde mineur présent dans les mêmes plantes) et ses dérivés synthétiques, ont des effets biologiques similaires avec des affinités relatives quelque peu différentes pour la VMAT et d'autres protéines.
Un alcaloïde apparenté, la sédamine, avec un seul groupe 2-phényléthyle sur l'anneau pipéridine et présent dans les plantes du genre sedum, est connu pour être un inhibiteur de l'amine oxydase des plantules de pois, mais son affinité pour des protéines telles que le transporteur de la dopamine n'a apparemment pas été testée.